# 川崎真央
川崎 真央（かわさき まお、1986年11月13日 - ）は、日本の元女優。大阪府出身。血液型はA型。身長158cm、スリーサイズはB：85cm、W：60cm、H：88cm。足のサイズ23.5cm。
過去に所属していた芸能事務所は砂岡事務所（劇団ひまわり）、キューブ、2004年以降は藤賀事務所で活動していた。

## 来歴
1994年（当時7歳）、ミュージカル『美少女戦士セーラームーンS』に宮川愛と共に初代ちびうさ / ちびムーン役でデビューを果たし、その後は子役として多数のテレビドラマや舞台に出演。
2004年10月、1st写真集『なみいろ』をリリース。全国書店BEST10入りの売上げを記録した。
同年、日本テレビ系アニメ『エンジェル・ハート』（2005年10月 - 2006年9月）のヒロイン、香瑩（シャンイン）役に、声優経験がないのにもかかわらず、一般応募総数3,000人余の中から抜擢された。
『エンジェル・ハート』終了後、語学留学することを自身のブログで告白。その後はブログが閉鎖され、芸能活動を休止している模様。

## 人物・エピソード
- 横山可奈子と交友がある。
- 『エンジェル・ハート』のオーディションで選ばれたことに関してチーフプロデューサーの諏訪道彦は「ヒロインは15歳。女の子の気持ちというのは我々にもわからず、それを探す旅でした。その中で川崎さんの声は、まさにグラス・ハートそのもの。」と語っている[2]。
- 『エンジェルハート』のアフレコ中に「人質」を「ひとじじ」とずっと思い込んでいたことが発覚し、出演者・スタッフが皆コケていた。
- 携帯電話と手鏡のデコレーションが派手過ぎると言われることがある。
- 以前、TVニュースで見たメイドカフェのメイドが飲み物にミルクを入れてかき混ぜてくれるサービスを回想して、「私もやってほし〜」と歓喜の声を上げていた（XYZ香瑩'sCafe　第10回より）。

## 出演
※太字は主演

### テレビドラマ
- ドラマ新銀河 父さんは森に隠れる（1997年、NHK総合） - タマ 役
- ドラマ30　表層家族（1998年、MBS=TBS系） - 二宮千賀子 役
- 海に帰る日（1999年、MBS） - 観月マリナ 役 ※MBS民放連文化基金賞受賞作品
- 連続テレビ小説 私の青空（2000年、NHK総合） - 大濱ひろみ 役
- 怖い日曜日〜2000〜 第15話「永遠の日々」お前のせいで彼女は!（2000年10月15日、日本テレビ系） - 響子 役
- はみだし刑事情熱系VI 第23話（2002年3月20日、テレビ朝日） - 井下麻里 役
- トキオ 父への伝言（2004年、NHK総合） - 松井美紀 役
- 女子刑務所東三号棟 （6）（2005年9月22日、TBS系） - 島本夏美 役
- 11通の…出せなかったラブレター　『第3通　粉雪のフォトレター』（2005年1月22日、朝日放送） - 佐々木夏海 役
- 名探偵コナン10周年ドラマスペシャル「工藤新一への挑戦状〜さよならまでの序章（プロローグ）〜」（2006年10月2日、日本テレビ系） - 沖野ヨーコに質問するレポーター 役

### テレビアニメ
- エンジェル・ハート（2005年10月 - 2006年9月、読売テレビ・日本テレビ系） - 香瑩（グラス・ハート）  役[3]

### OVA
- ストリートファイターALPHAジェネレーション（2005年10月25日発売） - 春日野さくら 役

### 映画
- 殺人ネット（2004年11月6日公開、GPミュージアムソフト） - 篠崎冬美　役

### 舞台
- ミュージカル 『美少女戦士セーラームーン』（1994年夏 - 1995年冬・1997年冬、サンシャイン劇場 他） - ちびうさ / セーラーちびムーン 役 ※初代
  - 美少女戦士セーラームーンS うさぎ・愛の戦士への道
  - 美少女戦士セーラームーンS 変身・スーパー戦士への道
  - 美少女戦士セーラームーンS 変身・スーパー戦士への道 【改訂版】
  - 美少女戦士セーラームーン セーラースターズ 【改訂版】
- ミュージカル 『アルゴミュージカル 招待状は101才』（1996年） - イクエ 役
- ミュージカル 『美少女戦士セーラームーン』（1997年夏 - 1998年冬、サンシャイン劇場 他） - ちびちび / セーラーちびちびムーン 役 ※初代
  - 美少女戦士セーラームーン 永遠伝説
  - 美少女戦士セーラームーン 永遠伝説 【改訂版】
- ミュージカル 『美少女戦士セーラームーン 誕生!暗黒の女王 ブラックレディ』（2001年夏、サンシャイン劇場 他） - ブラックレディ 役 ※初代

### CM
- 東進ハイスクール（2004年3月 - 6月）

### ラジオ
- HEART OF ANGEL 〜XYZ 香瑩's CAFE〜（2006年1月 - 9月、NACK5/FM大阪/FM愛知）

## 出版

### 写真集
- 『なみいろ』（2004年10月2日発売、アスコム刊  撮影：倉繁利）　ISBN 477620200X